# Halenia valerianoides
Halenia valerianoides är en gentianaväxtart som beskrevs av Ernest Friedrich Gilg. Halenia valerianoides ingår i släktet Halenia och familjen gentianaväxter. Inga underarter finns listade i Catalogue of Life.